# 개항장
개항장(開港場, 영어: treaty ports) 또는 조약항(條約港)은 중국과 일본의 항구 도시로, 주로 서구 열강의 강요에 의한 불평등 조약에 의해 외국과의 통상을 위해 개방된 곳이었으며, 한국의 항구 도시도 청나라(청일 전쟁 이전)와 일본 제국에 의해 비슷하게 개방되었다.

## 같이 보기
- 상하이 공공 조계
- 불평등 조약